# お姉チャンバラ
お姉チャンバラ（おねえチャンバラ）は、タムソフトが制作しディースリー・パブリッシャーより発売されているゲームソフトのシリーズ。2008年には実写映画も公開され、2009年には続編お姉チャンバラ THE MOVIE vorteXが公開された。
ジャンルは血みどろ剣劇アクション。

## シリーズ

### PlayStation 2
税込2100円の廉価版ソフトSIMPLE2000シリーズとして発売。
- THE お姉チャンバラ（2004年8月25日）
SIMPLE2000シリーズVol.61。シリーズ第1弾。
- THE お姉チャンプルゥ〜THE姉チャン特別編〜（2005年6月23日）
SIMPLE2000シリーズVol.80。若干の仕様変更や、プレイヤーキャラクターにSIMPLEシリーズのアイドル双葉理保と、その妹・双葉真琴が追加された特別編。
- THE お姉チャンバラ2（2005年12月22日）
SIMPLE2000シリーズVol.90。『1』の続編。
- THE お姉チャンポン〜THE姉チャン2特別編〜（2006年6月29日）
SIMPLE2000シリーズVol.101。『1』における『チャンプルゥ』に相当する特別編。同じく双葉姉妹に加え、『THE 戦娘』の花と菊が追加されている。

### Xbox 360
- お姉チャンバラ vorteX〜忌血を継ぐ者たち〜（2006年12月14日）
『2』の続編で、メインタイトルとしては3作目。。本作以降はフルプライスソフトとして発売され、タイトルから「THE」が外れた。2007年8月末より配信されているタイトルアップデートとダウンロードコンテンツにより『お姉チャンプルゥ vorteX』にアップグレード可能。2021年11月16日にXbox OneおよびXbox Series X/Sの後方互換機能に対応[1]。
- お姉チャンバラZ〜カグラ〜（2012年1月19日）
新主人公の神楽とその妹の沙亜也を主役とした新シリーズ。

### 携帯電話ゲーム
- SIMPLEシリーズDX THE お姉チャンバラMobile
携帯電話向けにアレンジされた内容。キャラクターデザインは漫画家の米倉けんご。
- SIMPLEシリーズDX　Z.P.F.アンナ〜お姉チャンバラ特別編〜
『X』の操作キャラの一人だったアンナを主人公としたFPS。
- お姉チャンバラ スロット〜1stターン〜
携帯電話で楽しめるパチスロゲーム

### Wii
- お姉チャンバラ Revolution（2008年2月7日）
『X』の続編で、メインタイトルとしては4作目。Wiiリモコンを使った直感的な操作を可能としている。

### PlayStation Portable
- お姉チャンバラ SPECIAL（2011年3月31日発売）
『Revolution』の続編で、旧シリーズの最終作。PSPの特徴を生かし、アドホック通信によるマルチプレイを可能としている。それに伴い、ゲーム内容も拠点からミッションを選択して出撃する形式となった。

### PlayStation 3
- お姉チャンバラZ〜カグラ〜 With NoNoNo!（2013年11月7日）
『Z』の特別版。『ドリームクラブZERO』からのゲストキャラであるノノノを始め、新要素を追加している。

### PlayStation 4
- お姉チャンバラZ2 カオス（2014年10月30日）
『Z』の続編。
- スクールガールゾンビハンター（2017年1月12日）
本シリーズと世界観を共有するスピンオフ作品。
- お姉チャンバラORIGIN（2019年12月5日）
旧シリーズ1作目と2作目のストーリーを新たな解釈で再構成したリブート作。

## 概要
日本刀を持ったギャルを操り、返り血を浴びながらゾンビを次々と斬り殺す「セクシー & バイオレンス」なゲームである。そのため、CEROのレーティングが規制強化された際、第1作とその特別編は発売当初の「18歳以上対象」から「CERO：Z（18才以上のみ対象）」へとレーティングが変更されている。例外として、第2作及び『Revolution』はレーティングが一段階下の「CERO：D（17才以上対象）」となっている。
シリーズ初期は、血を分けた姉妹が愛憎入り混じる殺し合いを繰り広げるストーリーだったが、やがて姉妹が共に戦う内容へと変わっていった。
その内容のシュールさや、ゾンビを次々と斬り捌く爽快感から、SIMPLEシリーズでは『THE 地球防衛軍』に続くヒットとなり、そちらと同様にフルプライスのシリーズ化を果たした。

## 登場人物

### 登場人物
- 彩（あや）（声：甲斐田裕子（2～Z2）、日笠陽子(ORIGIN)富永旋津子（初代））
- Aya-tan（声：富永旋津子）(隠しコスチューム(2、ポン、R))

旧シリーズの主人公。暗殺を生業として生きてきた美女。当初は屍霊事件において父の仇にして事件の元凶である実の妹・咲の暴走を止めるべく立ち上がり、凄惨な殺し合いを繰り広げた。咲との和解後は姉妹で行動を共にする。テンガロンハットとビキニスタイルに臍ピアスが特徴。誕生日は2月14日の21歳。身長168cmで、スリーサイズはB86、W58、H88。
『チャンプルゥ』の彩で一度クリアするとプレイ可能になる咲編では、逆にラストボスとなる。
- 咲（さき）（声：高森奈緒）（初代～Z2）

彩の腹違いの妹。姉よりも濃い忌血を受け継いでおり、当初は母を蘇らせたいという思いと強力な忌血の力を使い屍霊事件を起こした。第1作の最後は彩に倒されて死亡したかのような描写でエンディングを迎えたが、第2作にて重傷からの昏睡状態ながらも辛うじて生存していた事が発覚。二度目の屍霊事件に利用されるも、黒幕のエヴァを倒した後は彩を「お姉ちゃん」と呼んで行動を共にしている。セーラー服を基本としていたが、『Z』シリーズではゴスロリ衣装に変わった。誕生日は12月24日（「お姉チャンバラ vorteX ~忌血を継ぐ者たち~」のプロフィールでは12月24日）の16歳。身長156cmで、スリーサイズはB78、W56、H84。
1作目のラストボスとして初登場。『チャンプルゥ』で初めてプレイアブルキャラとなったが、その際のシナリオは正史と大きく異なった設定となっている（父を恨んでいない、姉に会いたがる、自身の血の暴走に苛まれる、など）。
- レイコ（声：比志島ゆき）（2～S）

クローン人間であり、正式名は「レイコ No.9」。一時は彩や咲と行動を共にするも敵対。映画版では28歳の子持ちという設定になっている。身長168cm。誕生日とスリーサイズは不明。
- ミザリー（声：畑谷明日香）（X～S）

血に汚れたワンピースドレスを着て（Revolution以降はそのドレス上にジャケットを着る）、言動も狂気的な少女。彩と咲と同様、彼女も忌血族の末裔。
- アンナ（声：雨谷和砂）（X、S）

特殊部隊Z.P.F.の一員、Xでは咲を救出し、「組織」を壊滅させるべく彼女と共に彩と合流する。
Zはボイスのみで登場。
- 卑弥虚（声：滝佳保子）（X）

旧シリーズの黒幕、忌血を利用する「組織」の長。最初の姿は身長120cm、推定年齢200~300歳の老女。
Xのラストボスだが、若返した形態はDLCによって使用することも可能。
- エヴァ（声：瀬那歩美）（2、ポン）

「お姉チャンバラ2（ポン）」の屍霊事件の黒幕。彩、咲と同じく忌血族の末裔。咲の強大な忌血を取り込み、不老不死を目論むも姉妹によって倒される。
- デイビット（声：）（X）
- 神楽（声：沢城みゆき[3]）（Z、Z2）

新シリーズZの主人公、吸血族と忌血族のハーフ。彩をライバル視しており、彼女を挑発する為、同じタイプの水着コスチュームをまとってる。
- 沙亜也（声：沢城みゆき）（Z、Z2）

神楽の腹違いの妹、咲を思わせた制服コスチュームをまとってる。神楽より冷静な一面も持つ、最初からカルミラの事があまり好きになれない。
- カルミラ（声：原田ひとみ）（Z）

Zのラストボス。ソンビ（設定上旧シリーズのものとは別物）を発生させ、神楽姉妹を捨て駒にして彩姉妹と戦わせた張本人。
- エヴァンジュ（声：佐藤ゆうこ）（Z2）

Z2のラストボス。強力な力を持つ忌血族の１人。忌血族と吸血族の対立をあおり、カルミラを狂わせた真の黒幕。忌血族の生き残りも手なずけているほか、精鋭ゾンビ軍団による最強部隊を作っているとの噂があるが、その目的は不明。崩壊していくブラン城の玉座に座る姿を彩が目撃する。
- 双葉理保（声：後藤邑子）（プルゥ、ポン）

SIMPLEシリーズのアイドル。『THE 大美人』から繋がっており、巨大化事件の後に何者かに操られるように死者の街に身を投じる。条件を満たすと高校時代のriho(17)でプレイ可能になるが、そちらはレトロウイルスで人外化した設定になっている。どちらの場合でも、理保でのプレイ時には真琴が、真琴でのプレイ時には理保がラストボスとなる。最終的に真琴共々死亡するが、『チャンポン』では姉妹揃って謎の復活を遂げる。
- 双葉真琴（声：吉川由弥）（プルゥ、ポン）

理保の妹。姉の失踪と両親の死に見舞われ、政府関係者から受け取った刀を手に、姉を追って死者の街に向かう。条件を満たすと小学時代のmakoto2でプレイ可能になり、こちらもriho(17)同様にレトロウイルスで人外化している。

### 屍霊
ゾンビ
最もシンプルなゾンビ。単独よりも集団で出現することが多く、男・女の二種が存在する。素手による攻撃、鉄パイプ、チェーンソー等による様々な手段で襲い掛かる。
※Zよりゾンビの設定が変わっている。
かつて日本を中心に発生した屍霊と酷似した容姿をしているものの、その性質は根本的なところで違っており、飢餓感を満たすというよりは、獲物の血を浴びるために襲い掛かってくる。
特殊な習性から、これまでの屍霊との成り立ちの違いが読み取れる（ゾンビの種類は男、女(ほぼ男)の4種類存在する）。
警官ゾンビ
元は警官だった人間のゾンビ。従来のゾンビとは異なり、拳銃による遠距離攻撃を行う。通常ゾンビよりも体力が多く倒し難いが、リロードの合間や銃を構えた時、咲の体術「右腕千切り」で拳銃攻撃を封じる等と弱点も多々ある。
軍人ゾンビ(Z)
世界的に大量発生しているゾンビの一種。ゾンビを駆除しようと現地に到達した特殊部隊の者が、ミイラならぬ、ゾンビへと姿を変えてしまった。素早いナイフ捌きと、高い耐久力が猛威を振るう。遠くにいる場合手榴弾を投げてくる。
ガードマン
警官ゾンビの類、攻撃力・体力・防御力の全てが強化されたゾンビ。武器も強化されショットガンによる広範囲かつ、攻撃重視の攻撃を行う。弱点は警官ゾンビと同じである。
獣ゾンビ
獣型のゾンビ。地上ゾンビ内では最も体力が低く、攻撃前の咆哮時に大きなスキがあり、比較的倒しやすいゾンビ。しかし群れを成して行動する為、連続攻撃を受けてしまう危険性が高く攻撃力も高い。咲の体術により一撃で仕留める事が可能。
エクソシスト（蜘蛛ゾンビ）
人型ゾンビの一種。その外見からは元は人間であったかを疑うものである。肋骨が異常発達した無数の足があり素早い移動・攻撃・回避を行う。体力・防御力が非常に高く、彩のダガー・咲の体術・レイコ、アンナの銃で無ければ怯まない強力なゾンビである。
マッドマン（腐食ゾンビ）
全身が腐り腐食化が進んだゾンビ。通常攻撃では倒せず、特殊攻撃でのみ倒す事が可能。
貫き手……貫き手を発ち、核を奪う事で一撃で葬り「血塊」を入手出来る。
咲の体術……体術によってダメージを与えられ、「胴部絶交・黄泉返り」では一撃で葬る事が可能。
ショットガン……「PS2お姉チャンバラ2」「PS2お姉チャンポン」のレイコのショットガンで倒す事が可能。
暴走……通常攻撃で倒す事が可能。
ヴァンプ・スキル（神楽と沙亜也）……攻撃系のヴァンプ・スキル限定ではなく、ミラージュの分身状態では通常攻撃で倒す事も可能。
マーダー
元は自衛隊員（軍人）だったゾンビ。警官・ガードマンと同じく銃による遠距離攻撃が可能。攻撃手段が多彩で近距離は素手・コンバットナイフ。遠距離は拳銃・ショットガン・マシンガン・ガトリングガン・手榴弾を用いて襲ってくる。今までのゾンビの中では最も戦闘能力の高いゾンビ。
ペナンガラン
上半身だけの姿で暴れ回る、奇妙な女性型のゾンビ。見た目と裏腹に気が弱く、獲物が背を向けたときにしか襲ってこないが、その際の動きは非常に素早い。
ヴァンパイア
吸血族の者がカルミラによって魔物化した存在。翼を持ち、隙あらば高速で襲ってくる。
ウェアウルフ
ヴァンパイアを守護するためにカルミラが造り出した魔物。量産された魔物の中ではひときわ巨体で、それを生かしたタックルが強力。知性もそれなりにあるが、仲間と連携がとれるほどではない。
ストリゴイ
カルミラが持つ魔力にあてられ、醜く変異した魔物。人間を主食としており、群れて一斉に襲い来る。襲われた者は骨すら残らないという。
リヴィングスタチュー
魔物を住まわせて強引に動かしている石像。魔物はカルミラの魔力を源に動いているが、負荷がかかり過ぎると爆発する。

### 武器・道具・アイテム
日本刀
この作品のメインとなる武器。接近距離においてゾンビを斬り、薙ぎ払う。彩・咲・レイコが用いる。
銃器（ショットガン・マシンガン・ハンドガン）
遠距離戦を主とし、レイコ・アンナが使用。LV.の上昇に伴い威力・射程・連射量が増幅する。
ダガー（彩）
銃器と同じく遠距離戦を主とし彩が使用する投擲タイプの武器。剣撃との併用によりコンビネーションを行い、ダメージを与える。単発の威力は低いがゾンビの行動を一時的に封じる。
ダガー（神楽）
中距離戦を主体とする武器。彩の投擲タイプとは異なり、ブーメランの様に手元へ戻ってくる。チャージすることで飛距離が増幅し、連続してダメージを与えることが可能。
ダブルソード
二本の刀を両手に持ち近接距離にてゾンビを斬り、薙ぎ払う。通常の刀よりリーチと威力は劣るが、目にも留まらぬ連続攻撃を繰り出すことが可能。彩と神楽のみ使用可能。
チェーンソード
自らの身長ほどの大きさもある大剣。伸縮が可能で近～中距離までのリーチを持つ。エヴァとミザリーが用いるが、エヴァの方は地面を抉るほどの衝撃波を放つ魔剣。ミザリーの方は対象の骨と血を削る拷問器機の様な形状をしている。
チェーンソー
高速回転する巨大な刃を振るい、迫り来る敵を切り刻む。沙亜也の武器。
ハンマー
沙亜也のサブウェポンとなるモーニングスター。範囲は狭く、隙も大きいが、その威力は絶大で周囲のゾンビを一掃することが可能。
キュアジェム
体力を一定量回復する、水色の水晶。
パワージェム
攻撃力を一定時間上昇させる、赤色の水晶。
ラビットジェム
移動速度を一定時間上昇させる、青色の水晶。
リカバリージェム
使用する事で、仮死状態となったキャラクターを完全回復状態で復活させる。
カオスジェム
体力の最大値を上昇させる虹色の水晶。
女神像の破片
ゾンビの血液による穢れを減少、回復させる事の出来る女神像の破片。使用する事で穢れを一定量払拭出来る。暴走状態時に使用すると暴走状態を停止出来る。
勾玉の首飾り
不思議な力を宿した首飾り。使用する事で一定時間無敵状態となり、あらゆるダメージから身を護る。暴走時の体力減少も停止し、居合いによる体力減少の影響も無くなる。
血塊
特定のゾンビの核（心臓/血塊）を貫き手で抜き出した場合のみ入手出来る。使用する事で身体が穢れ、暴走状態と化す。暴走可能キャラクターのみ有効で、他は無効力である。暴走時に使用する事によって体力が回復する。
腕輪
使用する事で戦闘が有利になったり、クエストが達成しやすくなったりする。
腕輪は血煙ゾンビを倒すか、特定の難易度をクリアすることによって手に入る。ただしcoolコンボをある程度マスターする必要がある。

## 実写映画

### お姉チャンバラ THE MOVIE
トルネード・フィルム製作。ジョリー・ロジャーの配給により2008年4月26日に公開された。作品中に血や暴力シーン・切り殺すシーン・派手な露出シーンなどがある為PG-12指定となった。上映時間80分。

#### キャスト
- 彩：乙黒えり（幼年期：木下綾菜）
- 咲：中村知世
- 勝春：脇知弘
- レイコ：橋本愛実
- 朧：渡辺哲
- 麻美：倉内沙莉
- マリア：葉月あい
- 杉田玄太郎：諏訪太郎
- 翔：永井朋弥
- ケンジ：川連廣明
- ユキ：小鳥遊恋

#### スタッフ
- 監督：福田陽平
- 脚本：村川康敏

#### 主題歌
- 川田まみ「翡翠-HISUI-」（ジェネオンエンタテインメント）

### お姉チャンバラ THE MOVIE vorteX
2009年6月6日公開

#### キャスト（vorteX）
- 彩： 手島優
- 咲： 緒沢あかり
- レイコ： 川村りか
- 涼： 星名陽平
- ケイ： 荒川ちか
- 卑魅虚： 優木かおる
- ミザリー： 井村空美

#### スタッフ（vorteX）
- 監督・編集：東海林毅
- 脚本：福島芳樹
- 撮影監督：長野泰隆
- アクション監督：小原剛
- 照明:安部 力
- 録音:治田 敏秀
- 美術:今井 伴也
- スタイリスト:齊藤 あかね
- ヘアメイク:前田美沙子
- 特殊メイク:ピエール須田

#### 主題歌（vorteX）
- 主題歌：「69 Balloons」オーラルヴァンパイア

## コミカライズ
構成：山本賢治、作画：服部三枝により『お姉チャンバラ紅』として『チャンピオンRED』（秋田書店）にて2008年12月号から2009年8月号まで連載。